# Universal 3D

Universal 3D (U3D) — универсальный формат файла трёхмерной графики, использующий сжатие данных.
Формат файла определён консорциумом 3D Industry Forum, объединившим различные группы компаний и организаций, включая Intel, Boeing, HP, Adobe Systems, Bentley Systems, Right Hemisphere и другие, для которых основной задачей является продвижение трёхмерной графики в различных сферах промышленности, имеющих специализацию в производстве, строительстве и промышленном проектировании. В августе 2005 формат был стандартизован организацией Ecma International как ECMA-363.
По основному назначению является универсальным форматом для облегчения визуализации и обмена трёхмерной графической информацией. Консорциум занимается поддержкой и разработкой прикладной библиотеки с открытым исходным кодом для облегчения процесса внедрения формата.
Формат PDF имеет встроенную поддержку данного формата, благодаря чему трехмерные модели в формате U3D могут быть встроены в документ PDF и просмотрены в программе Acrobat Reader версии 7 и выше.

## Поддержка приложениями
Отдельный U3D файл или документ PDF со встроенным U3D объектом может быть создан в одной из представленных программ:
- Adobe Acrobat Extended позволяет создавать документы PDF и встраивать в него объекты U3D путём конвертации различных форматов трёхмерной графики, а также захватывать трехмерные модели из приложений, использующих OpenGL.
- Adobe Acrobat Pro позволяет создавать документы PDF и встраивать заранее созданные файлы U3D.
- Adobe Photoshop CC позволяет открывать и сохранять U3D
- Bentley Systems MicroStation позволяет осуществлять экспорт в документ PDF, содержащий U3D объекты.
- pdfTeX с дополнительным пакетом media9.
- Right Hemisphere Deep Exploration позволяет осуществлять экспорт в документ PDF, содержащий U3D объекты, или создавать отдельный U3D файл.
- Siemens PLM Software Process Simulate позволяет осуществлять экспорт в U3D файл.
- Ironcad позволяет осуществлять экспорт в документ PDF, содержащий U3D объекты, или создавать отдельный U3D файл.
- SolidWorks позволяет осуществлять экспорт в U3D и 3D PDF файлы (U3D до версии SolidWorks2015 включительно). Импорт U3D не поддерживается.
- PTC Pro/Engineer & CREO начиная с Wildfire 4 может сохранять модели и сборки в PDF U3D

## Альтернативные форматы
- COLLADA — управляется Khronos Group
- VRML/X3D
- 3DMLW (3D Markup Language for Web)